# Pleurosaurus
Il pleurosauro (gen. Pleurosaurus) è un rettile acquatico estinto, appartenente agli sfenodonti. Visse nel Giurassico superiore (Kimmeridgiano - Titoniano, circa 151 - 145 milioni di anni fa) e i suoi resti fossili sono stati ritrovati in Europa.

## Descrizione
Questo animale, benché imparentato alla lontana con gli odierni tuatara, non possedeva il tipico aspetto robusto delle forme attuali. Pleurosaurus era invece dotato di un corpo sottile e allungato (in alcuni esemplari erano presenti 57 vertebre, circa il doppio di quelle presenti negli attuali tuatara), con una coda molto lunga (almeno un terzo dell'intero animale). Pleurosaurus poteva raggiungere 1,5 metri di lunghezza.
Il cranio era piccolo in relazione al corpo e dotato di un muso allungato e sottile, pressoché appuntito, con mascelle lunghe e strette; i denti, come in gran parte degli sfenodonti, erano saldati alle mascelle, ma erano molto grandi e larghi. Pleurosaurus era sprovvisto dell'"uncino" mascellare tipico degli sfenodonti, e l'aspetto del cranio assomigliava vagamente a quello di un varano. Le vertebre presacrali erano dotate di costole robuste e dall'articolazione semplice, e le costole addominali (gastralia) erano ben sviluppate. 
Le zampe anteriori erano più corte di quelle posteriori, che possedevano un femore ben sviluppato ma erano unite a un cinto pelvico piuttosto debole. Nella specie Pleurosaurus ginsburgi, le zampe anteriori erano poco più che vestigiali; non erano presenti artigli sulle dita, e queste ultime erano probabilmente unite a formare una sorta di pagaia. 

## Classificazione
I primi fossili di Pleurosaurus vennero descritti da Hermann von Meyer nel 1831, e vennero ritrovati nel famoso giacimento di Solnhofen in Baviera (Germania). La specie tipo è Pleurosaurus goldfussi; un'altra specie, P. ginsburgi, più specializzata e dotata di zampe anteriori ancora più corte, è stata ritrovata a Canjuers, in Francia. Entrambe le specie sono state ritrovate in seguito in entrambi i giacimenti. Esemplari di piccola taglia, inizialmente noti come Acrosaurus frischmanni, rappresentano con ogni probabilità esemplari giovanili.
Pleurosaurus è il genere eponimo della famiglia Pleurosauridae, comprendente sfenodonti acquatici dal corpo molto allungato e imparentati solo lontanamente con le forme attuali. Una forma più antica, Palaeopleurosaurus, sembrerebbe essere stata in realtà più vicina all'origine degli attuali sfenodonti.

## Paleoecologia
Pleurosaurus si spostava nell'acqua con movimenti serpentini del corpo e della coda. Come in molti rettili acquatici, le narici si aprivano indietro presso gli occhi. Gli arti erano assai più corti di quelli degli sfenodonti di terraferma e il loro contributo al nuoto era irrilevante. Pleurosaurus era un animale molto comune nelle lagune europee di fine Giurassico, e la sua estinzione potrebbe essere messa in relazione con un cambiamento climatico repentino o con la comparsa degli aigialosauri, rettili varanoidi semiacquatici vicini all'origine dei mosasauri.